# Mechanitis labotas
Mechanitis labotas är en fjärilsart som beskrevs av William Lucas Distant 1876. Mechanitis labotas ingår i släktet Mechanitis och familjen praktfjärilar. Inga underarter finns listade i Catalogue of Life.